# Libchavy
Libchavy település Csehországban, az Ústí nad Orlicí-i járásban. Libchavy Orlické Podhůří, České Libchavy, Dolní Dobrouč, Hnátnice, Žampach és Ústí nad Orlicí településekkel határos. Lakosainak száma 1786 fő (2024. január 1.).

## Népesség
A település lakosságának változását az alábbi diagram mutatja:
| Lakosok száma | 2353 | 2342 | 1900 | 1350 | 1354 | 1562 | 1737 | 1758 | 1757 | 1786 |
|               | 1869 | 1890 | 1921 | 1950 | 1980 | 2001 | 2017 | 2019 | 2022 | 2024 |